# (4958) Wellnitz
(4958) Wellnitz (1991 NT1) – planetoida z grupy pasa głównego asteroid okrążająca Słońce w ciągu 5,23 lat w średniej odległości 3,01 j.a. Odkryta 13 lipca 1991 roku.